# Stadhuis van Umeå
Het stadhuis van Umeå is een Zweeds gemeentehuis. Het huidige gebouw van de Stockholmse architect Fredrik Olaus Lindström stamt uit 1890, het oorspronkelijke gebouw werd rond 1600 gebouwd, maar daar bleef na de stadsbrand in 1888 niks meer van over. Het Hollands neorenaissancistische gebouw is op 26 januari 1981 een Zweeds monument geworden.

## Geschiedenis

### Oorspronkelijk gebouw
Circa 1600 had Umeå maar een paar openbare gebouwen; de kerk, een school en het stadhuis. Het stadhuis lag aan de noordzijde van het Stadhuisplein. Hierin zaten het stadsbestuur en andere gemeenschappelijke functies. Het gemeentehuis telde één verdieping, uitgerust met drie ramen met uitzicht op het plein en met een hoog zadeldak met een lantaarn.

### Tweede gebouw
Tijdens de Grote Noordse Oorlog brandde de stad volledig een paar keer af, en na de vrede in 1721 bouwde men een nieuw stadhuis op dezelfde plek. Het nieuwe stadhuis bestond uit twee verdiepingen met twee vleugels en een kleine toren met klok en slaguurwerk. Op de begane grond zat een restaurant en een gevangenis. Boven waren er een balzaal en een kleinere zaal voor vergaderingen. In de westelijke vleugel werden twee kamers gebruikt voor onderwijs.

### Derde gebouw
In 1814 werd een nieuw en groter stadhuis van twee verdiepingen gebouwd op dezelfde plek met de voorgevel naar het zuiden gericht. Het gebouw was ontworpen door Samuel Enander, een voornaam architect. De koninklijke bouwvoorschriften die in 1776 in werking waren getreden, schreven voor dat openbare gebouwen gebouwd werden in steen, maar Umeå verleende een vergunning en het stadhuis werd gebouwd van hout. In 1880 werd het stadhuis gerenoveerd.

### Huidige gebouw

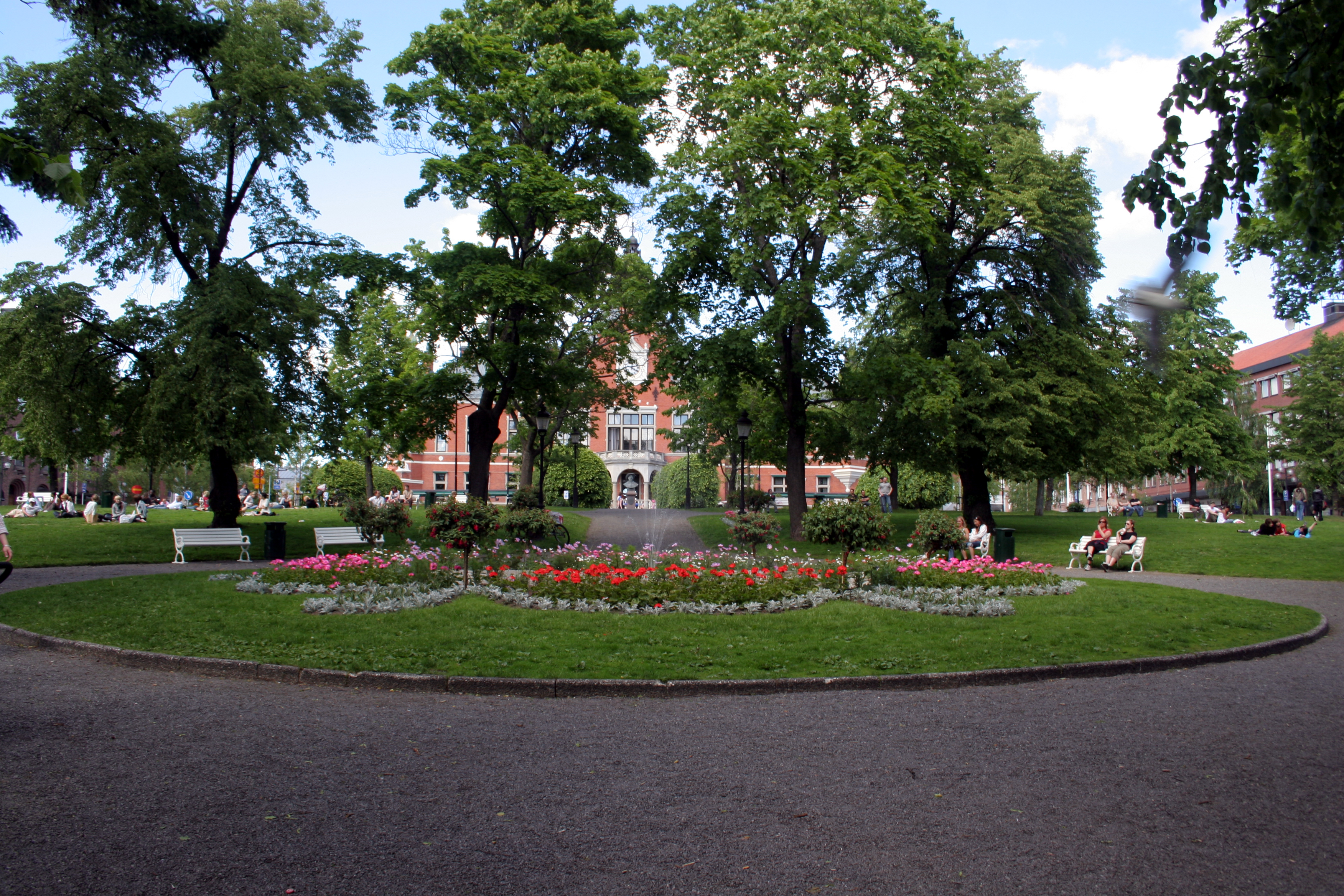
Stadhuispark

Fredrik Olaus Lindström, die ook de kerk van Umeå ontwierp, kreeg de opdracht om het nieuwe stadhuis te ontwerpen na de stadsbrand in 1888. Grote nadruk werd gelegd op de omgeving van het stadhuis, waardoor er ook prachtige parken werden aangelegd rondom het gebouw. Tussen de hoofdstaat en het gebouw staat een buste van Gustaaf II Adolf van Zweden, de stichter van Umeå. De buste is gemaakt van brons en staat op een granieten sokkel. De plint bevat een medaillon met het monogram GARS (Gustaaf Adolf Rex Sueciae: Gustaaf Adolf Koning van Zweden). De totale hoogte is ongeveer drie meter en de buste is het werk van Otto Strandman. Het standbeeld werd onthuld op 20 augustus 1924 ter gelegenheid van het 300-jarig bestaan van het Västerbotten Regiment.

## Interieur

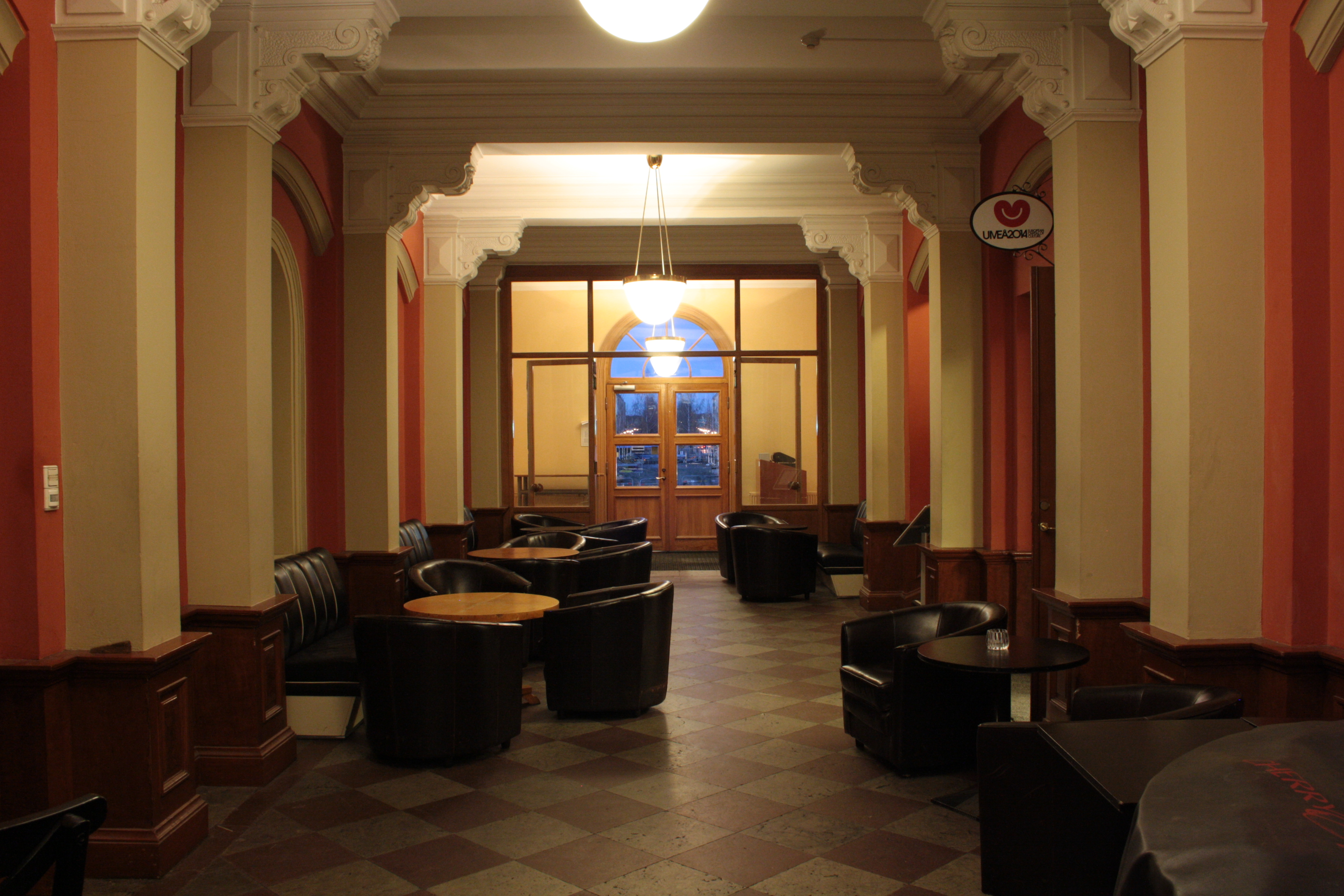
Ingang en gang van het stadhuis
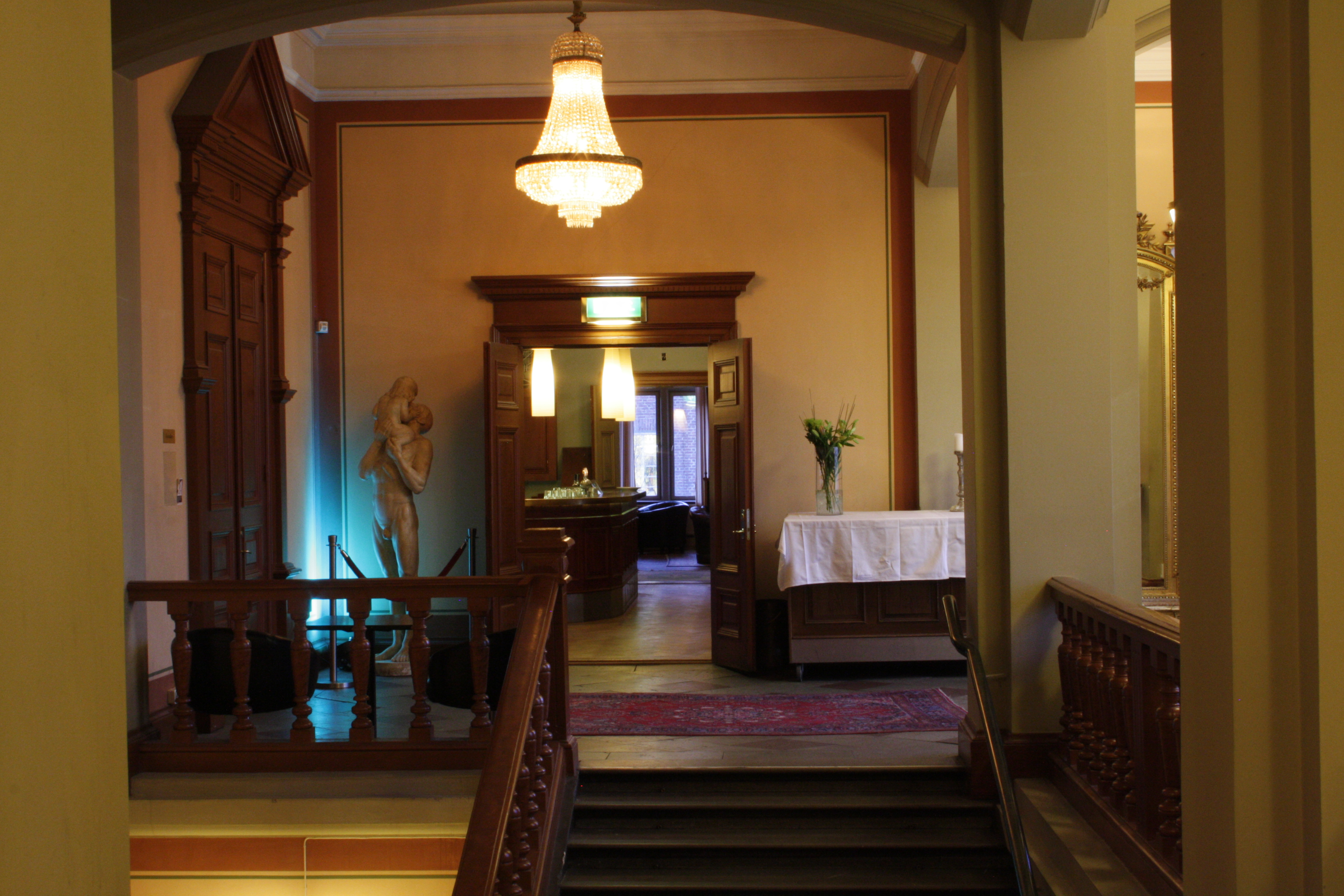
Trappen in de bovenverdieping
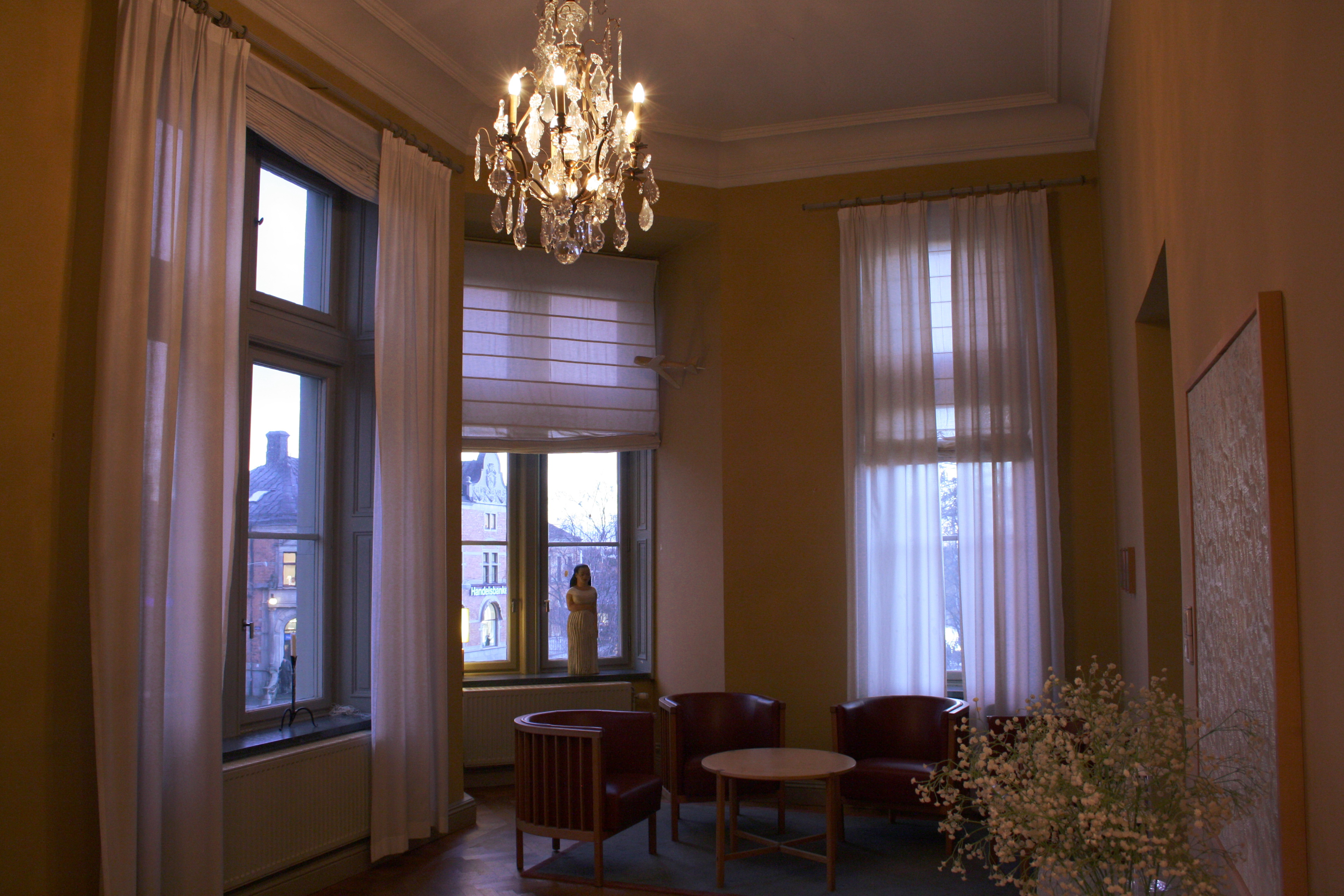
Ceremoniekamer